# Офер Лагав
Офер Лагав (івр. עופר להב, англ. Ofer Lahav, нар. 5 квітня 1959, Тверія, Ізраїль) — завідувач кафедри астрономії і віце-декан факультету математичних і фізичних наук в Університетському коледжі Лондона. Фахівець зі спостережної космології, зокрема дослідження темної матерії та темної енергії.

## Біографія
Лагав вивчав фізику в Тель-Авівському університеті (бакалавр наук, 1980), фізику в Університеті Бен-Гуріона (магістр, 1985) і отримав ступінь доктора філософії з астрономії в Кембриджському університеті (1988). Пізніше в Кембриджі він був співробітником Інституту астрономії (1990—2003) і членом Коледжу Св. Катерини.
Потім Лагав працював головою відділу астрофізики Університетського коледжу Лондона (2004—2011), заступником декана (з наукової роботи) факультету математичних і фізичних наук Університетського коледжу Лондона (2011—2015) і віцепрезидентом Королівського астрономічного товариства (2010—2012). Він є одним із засновників Dark Energy Survey і очолював міжнародний науковий комітет Dark Energy Survey від заснування до 2016 року.

## Наукові дослідження
Дослідження Лагава зосереджені на космологічних дослідженнях темної матерії та темної енергії, зокрема, на дослідженнях великих галактик. Лагав є співавтором понад 400 наукових статей у рецензованих наукових журналах, у тому числі 10 запрошених рецензійних статей і розділів книг. H-індекс Лагава перевищив 83.